# The Village Next to Paradise
The Village Next to Paradise ist ein österreich-französischer Spielfilm von Mo Harawe aus dem Jahr 2024. Premiere war am 21. Mai 2024 im Rahmen der 77. Internationalen Filmfestspiele von Cannes in der Sektion Un Certain Regard.

## Handlung
Der Film folgt einer Familie und ihrem täglichen Kampf über den Verlauf eines Sommers. Deren Geschichte ist mit der Geschichte von Somalia, Naturkatastrophen, Bürgerkrieg und postkolonialem Erbe, verbunden.
Mamargade ist ein alleinerziehender Vater, der mit seinem Sohn Cigaal in einem Dorf in Somalia lebt. Als selbstständiger Totengräber steht er in Konkurrenz zu großen Bestattungsfirmen, gelegentlich transportiert er in mit Obst und Gemüse getarnten Lieferwägen Waffen. 
Mamargades Schwester Araweelo sucht nach ihrer Scheidung bei ihnen ein neues Zuhause und möchte einen Laden mit ihren selbstgenähten Produkten eröffnen. Nachdem die Schule im Dorf geschlossen wird, schlägt die Lehrerin Mamargade vor, Cigaal in ein Internat in der Stadt zu schicken. Allerdings fehlt dafür eigentlich das Geld, Mamargade entscheidet sich trotzdem dafür.
Gemeinsam sucht die Familie ihren eigenen Weg, um mit den Problemen und Herausforderungen zurechtzukommen.

## Produktion und Hintergrund
Die Dreharbeiten fanden an 64 Drehtagen von Juni bis September 2023 in Somalia statt.
Produziert wurde der Film von der österreichischen FreibeuterFilm (Produzenten Oliver Neumann und Sabine Moser) in Koproduktion mit Kazak Production (Frankreich), NiKo Film (Deutschland) und Maanmaal ACC (Somalia). Unterstützt wurde die Produktion vom Österreichischen Filminstitut, vom Filmfonds Wien, von Ile de France und Cinema du Monde. Beteiligt waren der Österreichische Rundfunk, Arte und das ZDF.
Die Kamera führte Mostafa El Kashef, die Montage verantwortete Joana Scrinzi. Den Ton gestalteten Willis Abuto, Anne Gibourg, Guadalupe Cassius, Christophe Vingtrinier und Julien Roig, das Kostümbild Sarah Ismail, das Szenenbild Nuur Abdulkadir. Bei dem Film handelt es sich um das Spielfilmdebüt des in Mogadischu geborenen und seit 2009 in Wien lebenden Regisseurs und Drehbuchautors Mo Harawe, der zuvor Kurzfilme wie Life on the Horn (2020) und Will My Parents Come to See Me (2022) realisierte.
Die Produktion war der erste somalische Film im Wettbewerb der Schiene Un certain regard bei den Filmfestspielen von Cannes.

## Veröffentlichung
Premiere war am 21. Mai 2024 im Rahmen der 77. Internationalen Filmfestspiele von Cannes, wo der Film in die Sektion Un Certain Regard eingeladen wurde.
Am Filmfest München wurde der Film am 5. Juli 2024 im Wettbewerb CineCoPro gezeigt. Ende Oktober 2024 sind Vorstellungen auf der Viennale vorgesehen. Der österreichische Kinostart war am 8. November 2024. In Deutschland kam der Film am 30. Jänner 2025 in die Kinos.

## Rezeption
Julia Schafferhofer bezeichnete den Film in der Kleinen Zeitung als atmosphärisch dichtes Debüt, dass sich durch lange, exakt komponierte Einstellungen, wärmende Farben, ein genaues Handwerk und das Nicht-Auserzählen oder Erklären der Figuren auszeichne. Harawe gewähre auf umwerfende Art und Weise Einblicke in den für uns fremden Alltag. Die Protagonisten trügen mit ihrem authentischen Spiel zur gemächlichen Erzählung bei.
Nora Nater meinte dagegen auf outnow.ch, dass der Film trotz wunderschöner Bilder nicht überzeugen könne. Die Geschichte beginne ganz langsam und stimmig, Form anzunehmen – behalte diese aber nicht wirklich bei. Grund dafür seien nicht etwa die Schauspielenden, sondern das Erzähltempo: Es gehe und gehe einfach nicht voran.
Valerie Dirk beschrieb den Film auf DerStandard.at als Weltkino im besten Sinn. Harawe gebe Einblicke in das Leben in einer Gegend, das so bislang kaum zu sehen war. Das gelinge ihm ohne Ausstellen von Fremdheit, Elend oder Sentimentalität.
Gabriel Göttel bewertete den Film auf film-rezensionen.de mit acht von zehn Punkten. Dieser verzichtet auf eine von Dramatik überkochende Handlung und setze stattdessen auf eine starke visuelle Sprache sowie minimalistische schauspielerische Darbietungen. Diese zurückhaltende Darstellung könnte für einige Zuschauer schwer zugänglich sein. Dennoch thematisiere das Werk eindrucksvoll den menschlichen Überlebens- und Hoffnungswillen.
Raimund Gerz (vier von fünf Sternen) meinte auf epd-film.de, dass es Harawe gelinge, seinen Film authentisch, bisweilen dokumentarisch wirken zu lassen und die Lebenssituation der Menschen nicht pittoresk zu überzeichnen. Von großer visueller Kraft, verlange der Film seinem Publikum einiges ab.

## Auszeichnungen und Nominierungen
Locarno Film Festival 2022

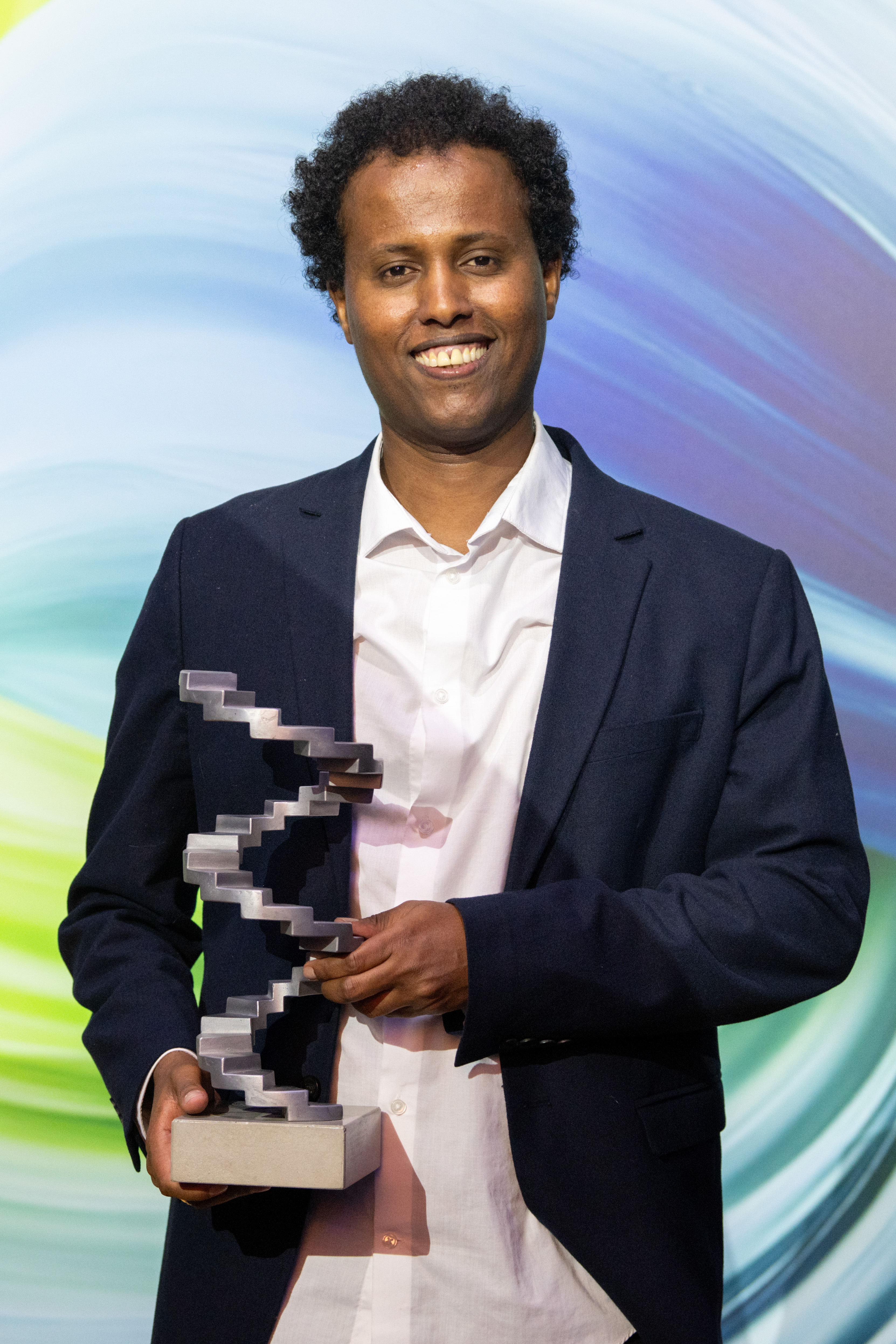
Regisseur und Drehbuchautor Mo Harawe bei der Verleihung des Österreichischen Filmpreises 2025

- Auszeichnung mit dem Alphapanda Market Breakout Award[4][20]

Marrakech International Film Festival 2023
- Auszeichnung mit dem Atlas Workshops Prize[4][21]

Marrakech International Film Festival 2024
- Auszeichnung mit dem Jurypreis[22]

Internationale Filmfestspiele von Cannes 2024
- Nominierung für die Caméra d’Or[3]
- Nominierung für den Prix Un Certain Regard

Sarajevo Film Festival 2024
- Nominierung für den Wettbewerb[23]
- Auszeichnung für das Schauspiel (Anab Ahmed)[24]

Viennale 2024
- Auszeichnung mit dem Wiener Filmpreis (Mo Harawe)[25]

Around the World in 14 Films 2024
- Auszeichnung mit dem BASIS BERLIN Postproduction Award[26][27]

Diagonale 2025
- Auszeichnung als bester Spielfilm (Mo Harawe)[28][29]
- Auszeichnung mit dem Thomas-Pluch-Drehbuchpreis (Mo Harawe)[30]
- Auszeichnung mit dem Diagonale-Preis Bildgestaltung (Mostafa El Kasheef)
- Auszeichnung mit Preis der VAM – Verwertungsgesellschaft für audiovisuelle Medien für herausragende Produktionsleistungen (Freibeuter Film)

Österreichischer Filmpreis 2025
- Auszeichnung in der Kategorie Bester Spielfilm (Mo Harawe, Sabine Moser und Oliver Neumann)[31]
- Auszeichnung in der Kategorie Beste Regie (Mo Harawe)
- Auszeichnung in der Kategorie Bestes Drehbuch (Mo Harawe)
- Auszeichnung in der Kategorie Beste Kamera (Mostafa El Kashef)
- Auszeichnung in der Kategorie Bestes Casting (Mohamed Mohamud Jama)

Der Film wurde in die Vorauswahl für den Europäischen Filmpreis 2024 aufgenommen.